# Manuel Orazi
Ne doit pas être confondu avec Orazi.
Pour les articles homonymes, voir Orazi (homonymie).
Manuel Orazi, né à Rome le 5 octobre 1860 et mort à Paris le 28 octobre 1934, est un peintre, illustrateur, affichiste et décorateur français d'origine italienne, essentiellement associé au style Art nouveau.

## Biographie
En l'état actuel des connaissances, la vie de cet artiste de naissance italienne reste assez mystérieuse : on garde cependant trace de son énorme activité.
Après avoir illustré des partitions musicales pour l'Officine Grafiche Ricordi (1883-1884), Emmanuel Joseph Raphaël Orazi produit, en France essentiellement, dès 1884, un certain nombre d'affiches remarquables, d'illustrations pour des ouvrages, de décors pour l'opéra et le cinématographe (L'Atlantide), ainsi que des bijoux pour la Maison moderne,.
On connaît de lui des affiches pour les marques JOB, la source Contrexéville, les Chemins de fer de l'Ouest, la Maison moderne, la Ligue vinicole de France, les Éditions Pierre Lafitte, des lieux de spectacle et des artistes comme l’hippodrome de Montmartre, l'Olympia, le Palais de la danse, le Théâtre de Loïe Fuller, le théâtre de la Porte-Saint-Martin, Sarah Bernhardt, Teddy-Ted & Partner. Son affiche pour le drame de Victorien Sardou, Théodora, est reproduite dans la revue Les Maîtres de l'affiche (1895-1900).
Fin 1895, il publie avec le Lyonnais Austin de Croze le curieux Calendrier magique aux Éditions de l'Art nouveau dirigées par Siegfried Bing, un ouvrage tiré à 777 exemplaires comprenant de nombreuses interventions graphiques ésotériques.
En tant qu'artiste du livre, il collabore au Figaro illustré (pour La Belle sans nom de Jean Rameau, 1900), à la Revue illustrée pour des compositions autour des contes de Jean Lorrain , qui semble l’apprécier particulièrement et le recommande à Jérôme Doucet.
Orazi poursuit son travail d'illustrateur pour d'autres maisons d'édition : Didot frères, Paul Ollendorff, P. Lafitte et Cie (couverture de la revue Femina, publication d'illustrations de feuilletons dans Je sais tout), Fayard, E. Sansot et Cie (collections d'Adolphe van Bever). Il crée entre 1903 et 1904 des ornements typographiques pour la collection « Les Célébrités d'aujourd'hui » dirigée par Edward Sansot.
En 1908, il est mentionné comme habitant La Varenne-Saint-Hilaire, rue Hoche.
Durant la Première Guerre mondiale, Orazi quitte Paris pour se réfugier à Montgivray et travaille sur un projet d'édition et d'adaptation théâtrale des Amours des Anges (The Loves of the Angels) du poète irlandais Thomas Moore. En 1915, il publie un script intitulé Attila, scénario cinématographique en 22 tableaux.
En 1921, il exécute un ensemble de cinq affiches pour le film L'Atlantide de Jacques Feyder, qui lui confie également la réalisation des décors et costumes du film, intégralement tourné en Algérie où Orazi est chargé de la supervision des travaux. Ce film fut longtemps le plus gros budget de l'après-guerre pour un film français.

## Œuvre

### Affiches conservées dans les collections publiques

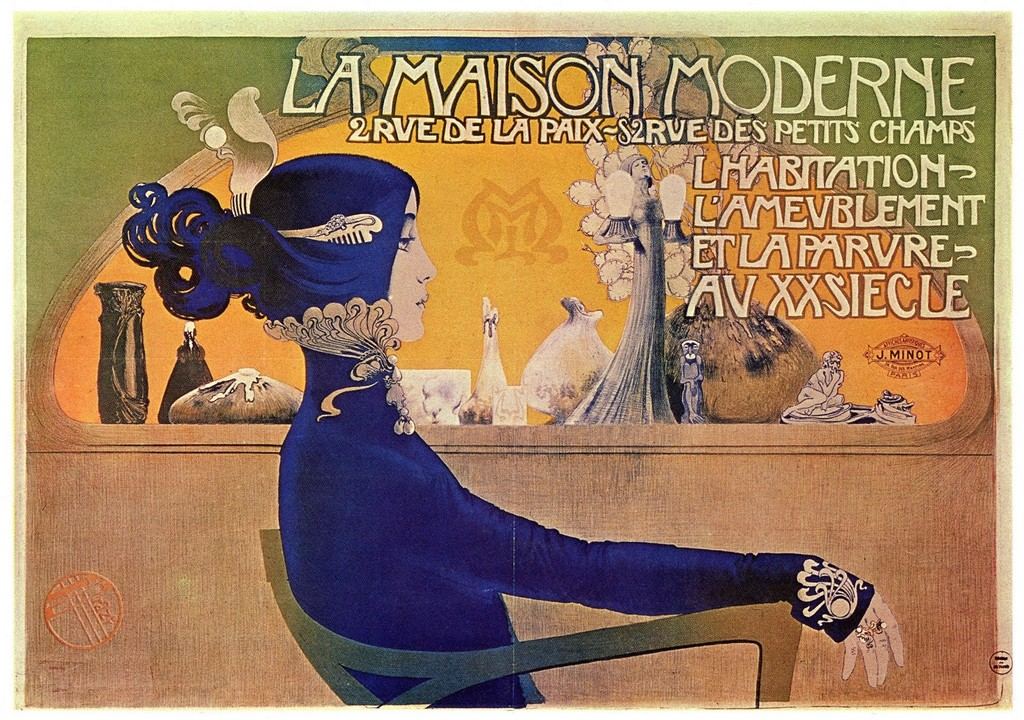
Affiche pour La Maison moderne (1901-1902).

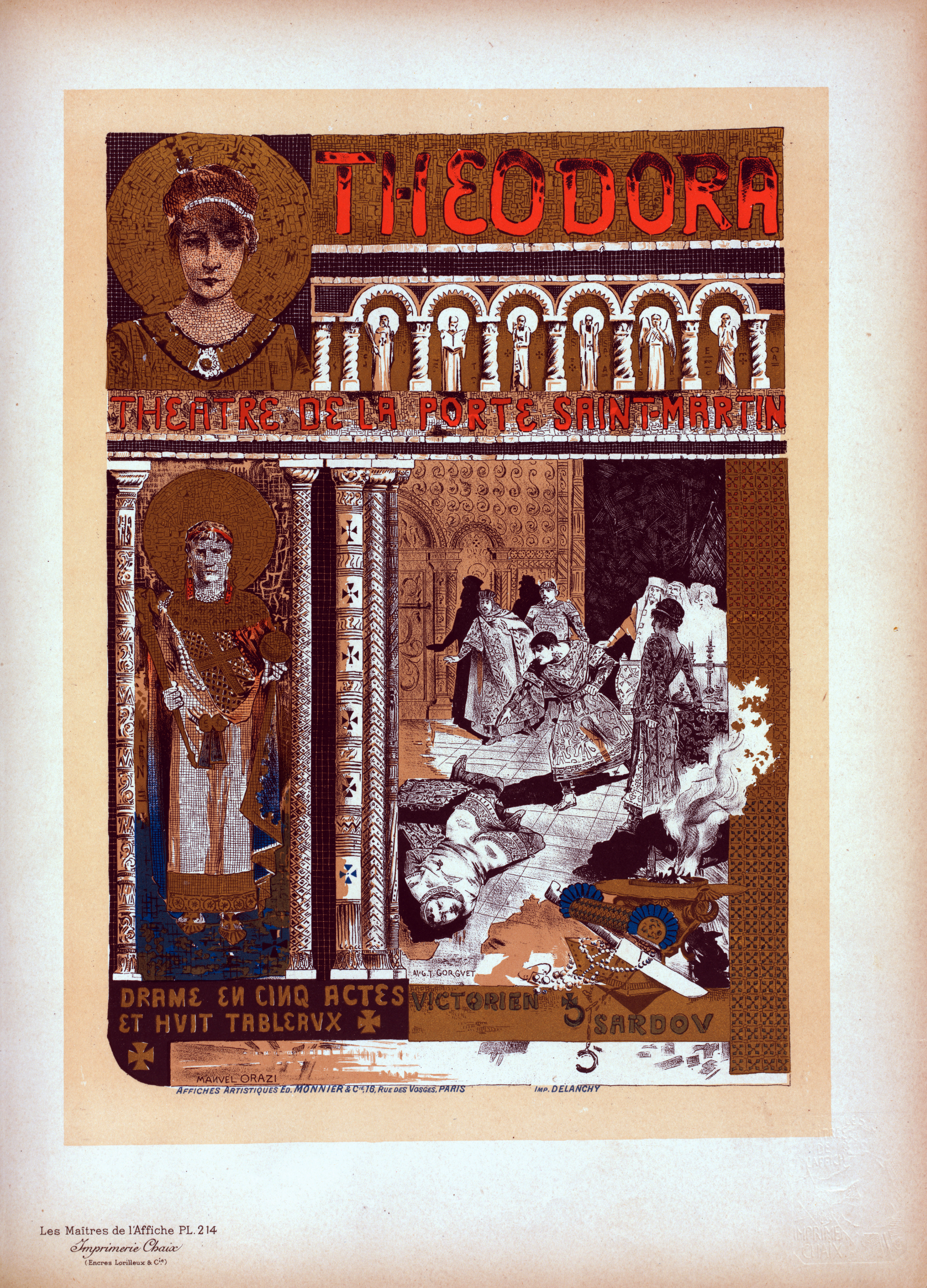
Théodora, reproduite dans Les Maîtres de l'affiche.

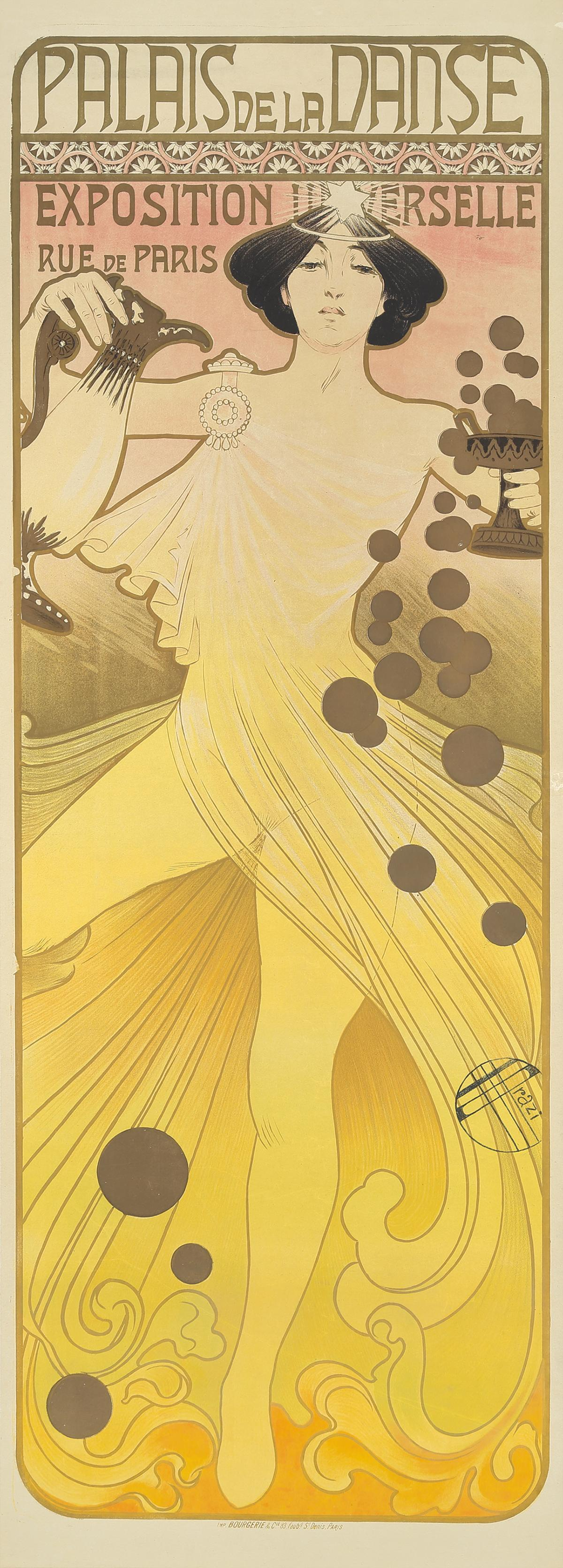
Le Palais de la danse (Exposition universelle), 1900, affiche.

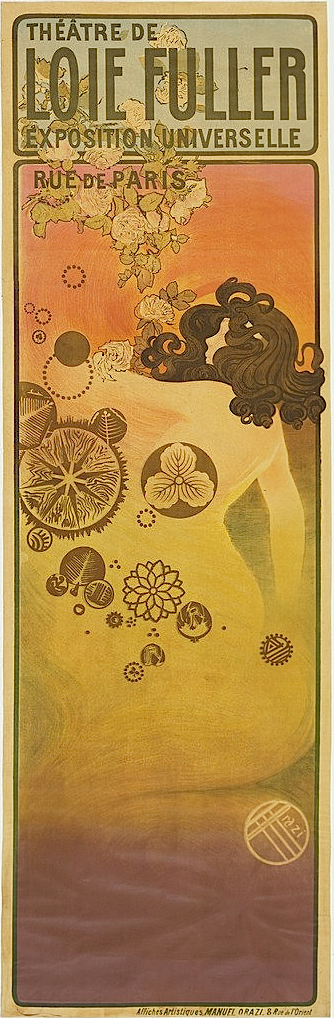
Théâtre de Loïe Fuller, 1900, affiche.

#### Aux États-Unis
- Los Angeles, musée d'Art du comté de Los Angeles : Palais de la danse. Exposition universelle de Paris, 1900, lithographie[9].
- New York, Museum of Modern Art : Théâtre de Loïe Fuller. Exposition universelle de Paris, 1900, lithographie[10].

#### En France
- Paris :
  - Département des estampes et de la photographie de la Bibliothèque nationale de France :
    - Théodora. Théâtre de la Porte Saint-Martin, drame en 5 actes et huit tableaux, 1884 [?], Paris, Affiches artistiques Éd. Monnier et Cie, avec Auguste F. Gorguet[11] ;
    - Aben Hamet, opéra de MM. Léonce Détroyat & A. Lauziéres. Musique de Théodore Dubois, [vers 1890][12] ;
    - Académie Nationale de Musique. Thaïs. Comédie lyrique en trois actes et sept tableaux de M. Louis Gallet d'après le roman de M. Anatole France. Musique J. Massenet, 1895[13] ;
    - Olympia. Rêve de Noël, pantomime en 3 tableaux [avec] Liane de Pougy et Rose Demay, 1895[14] ;
    - La Maison moderne, 2 rue de la Paix et 2 rue des Petits-Champs, l'habitation, l'ameublement et la parure au XXe siècle, 1901[15].

  - musée Carnavalet : L'Hippodrome boulevard de Clichy, 1905, Société d'impressions et d'art industriel.

### Ouvrages illustrés
- (it) Francesco Paolo Frontini, Eco della Sicilia. Cinquanta canti popolari siciliani, Milan, Casa Ricordi, 1883.
- (it) Luigi Caracciolo, È Storia, textes de Errico Carmelo, Milan, Casa Ricordi, 1883.
- (it) Augusto Rotoli (it), Aimons !, partition sur des textes de Victor Hugo, Milan, Casa Ricordi, 1884.
- Jean-Louis Dubut de Laforest, Contes à la paresseuse, Paris, Éditions Monnier, 1885.
- Rachilde, Nono, Paris, Éditions Monnier, 1885.
- Joséphin Peladan (signé : Marquis de Valognes), Femmes honnêtes, Paris, Éditions Monnier, 1885.
- Armand Dubarry, Monsieur le Grand Turc, Paris, Éditions Monnier, 1885.
- François Coppée, Henriette, Paris, Alphonse Lemerre éditeur, coll. « Lemerre illustrée », 1894.
- Frédéric Bataille, Lectures françaises illustrées de l’école, Paris, Alphonse Lemerre, 1894.
- Austin de Croze, Le Calendrier Magique, Paris, Art Nouveau, 1896[16].
- Gaston Paris, Aventures merveilleuses de Huon de Bordeaux. Pair de France et de la Belle Escalarmonde ainsi que du Petit roi de Féerie Auberon, Paris, Didot, 1898.
- Jean Lorrain, Ma petite ville. Le veuvage de Bretagne. Un miracle d'amour, contes, Paris, Société française d'édition d'art L.-Henry May, 1898, avec des vignettes de Léon Rudnicki[17].
- Jean Lorrain, Princesses d'Italie, Paris, Coll. Édouard Guillaume, Librairie Borel, 1898.
- Daniel Laumonier, Anne-Marie la Providence : épisode des guerres du premier Empire, Tours, Maison Mame, 1899.
- Jean Bertheroy, La Passion d’Abélard et d’Héloïse, Paris, Société d’éditions littéraires et artistiques, [1900 ?].
- Antonio de Trueba, Contes du Pays basque, traduction et préface d'Albert Savine, Tours, A. Mame et fils, 1900.
- Félicien Champsaur, Lulu, roman clownesque, Paris, Éd. Fasquelle, 1901.
- Pierre Louÿs, Aphrodite. Mœurs antiques, Paris, collection Modern-Bibliothèque, Arthème Fayard, [1900][18].
- Jean Bertheroy, Les Vierges de Syracuse, Paris, Société d'éditions littéraires et artistiques (Librairie Paul Ollendorff), 1902.
- Jean Lorrain, Princesses d'ivoire et d'ivresse, Paris, Librairie Ollendorff, 1902.
- Jean Bertheroy, Le Jardin des Tolosati, Paris, Paul Ollendorff, 1903[19].
- Charles Diehl, Théodora impératrice de Byzance, Paris, L'édition d'Art Henri Piazza et Cie, 1904.
- Album Lefèvre-Utile, Les Contemporains célèbres, 1re série, Publications Octave Beauchamp, 1904.
- Émile Morel, Névrose, couverture et 24 hors-textes, Bibliothèque internationale d'édition, 1904.
- Jean Bertheroy, La Danseuse de Pompéi, Paris, Arthème Fayard, 1905[20].
- Félicien Champsaur, L’ingénue, Paris, Albin Michel, 1905.
- Henri Lavedan, Le Nouveau Jeu. Roman dialogué, Paris, Arthème Fayard, coll. « Modern-Bibliothèque », 1905[21].
- [attribué à Orazi] Jean Lorrain, Le Crime des Riches, Paris, Pierre Douville, 1905.
- Victorien Du Saussay, La Morphine. Vices et passions des morphinomanes, couverture et 22 hors-textes, Paris, Albert Méricant, 1906.
- Jean Lorrain, Le Tréteau. Roman de mœurs théâtrales et littéraires, Paris, Jean Bosc, 1906.
- Félicien Champsaur, Le Butineur, Paris, Bosc et Cie, 1907.
- Paul Adam, Irène et les eunuques, Paris, Éd. Ollendorff, 1907.
- J.-H Rosny aîné, La Guerre du feu, Paris, Éd. Pierre Lafitte, [1909].
- Victorien Du Saussay, À vendre, à louer. Roman passionnel, Paris, Publications modernes, [1910].
- Jules Lemaître, Un Martyr sans la foi, Paris, coll. Modern-Bibliothèque, Arthème Fayard, 1910.
- Henryk Sienkiewicz, Quo Vadis, traduction de B. Kozakiewicz et J.-L. Janasz, Paris, coll. Idéal-Bibliothèque, Éd. Pierre Lafitte, [1910].
- Henri Lavedan, Le Nouveau Jeu (roman dialogué), Paris, coll. Modern-Bibliothèque, Arthème Fayard, [1910].
- Général Bruneau, Debout les Morts !, poème, Paris, D'Alignan éditeur, 1919.
- Pierre Loti, La Troisième Jeunesse de madame Prune, suivi de Le mariage de Loti, Paris, co-illustré avec André Devambez, René Lelong, Aimery Lobel-Riche et Raymond Woog, Éd. Pierre Lafitte, 1923.
- Pierre Loti, Ramuntcho, suivi de Aziyadé, Paris, Éd. Pierre Lafitte, 1923.
- Edmond Rostand, Le Vol de la Marseillaise, suivi de Les Deux Pierrots, Paris, Éd. Pierre Lafitte, 1923.
- [collectif] L'Amour et l'esprit gaulois à travers l'histoire du XVe au XXe siècle, préface d'Edmond Haraucourt, 4 vol., Paris, Éd. Martin-Dupuis, 1927.
- Oscar Wilde, Salomé. Drame en un acte, Paris, Société des amis du livre moderne, 1930[22].
- Jean et Jérôme Tharaud, L'an prochain à Jérusalem, Paris, Plon, Collection « Byblis », 1933.
- Jean et Jérôme Tharaud, Un royaume de Dieu, Paris, Plon, Collection « Byblis », 1933.
- Charles Baudelaire, Les Fleurs du mal, Paris, Le Vasseur et Cie éditeurs, 1934[23].
- Dates non précisées :
  - Maurice Leblanc, Les Confidences d'Arsène Lupin, Paris, Éd. Pierre Lafitte ;
  - Ernest La Jeunesse, Le Boulevard, roman contemporain, Paris, Bosc et Cie.

### Décorateur et directeur artistique de films
- 1921 : L'Atlantide de Jacques Feyder.
- 1922 : Crainquebille de Jacques Feyder.
- 1923 : Le Voile du bonheur d'Édouard-Émile Violet.
- 1926 : La Bonne Hôtesse de Jeanne Bruno-Ruby.

Œuvres de Manuel Orazi
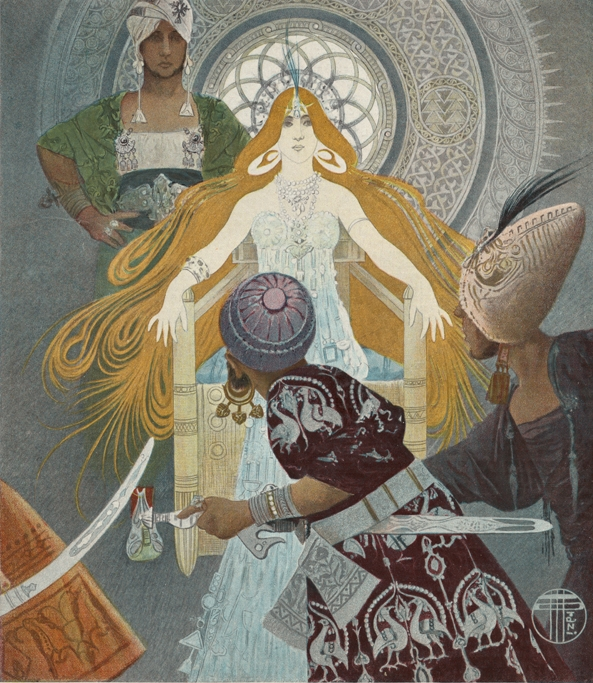
Illustration pour La Belle sans nom de Jean Rameau, 1900.
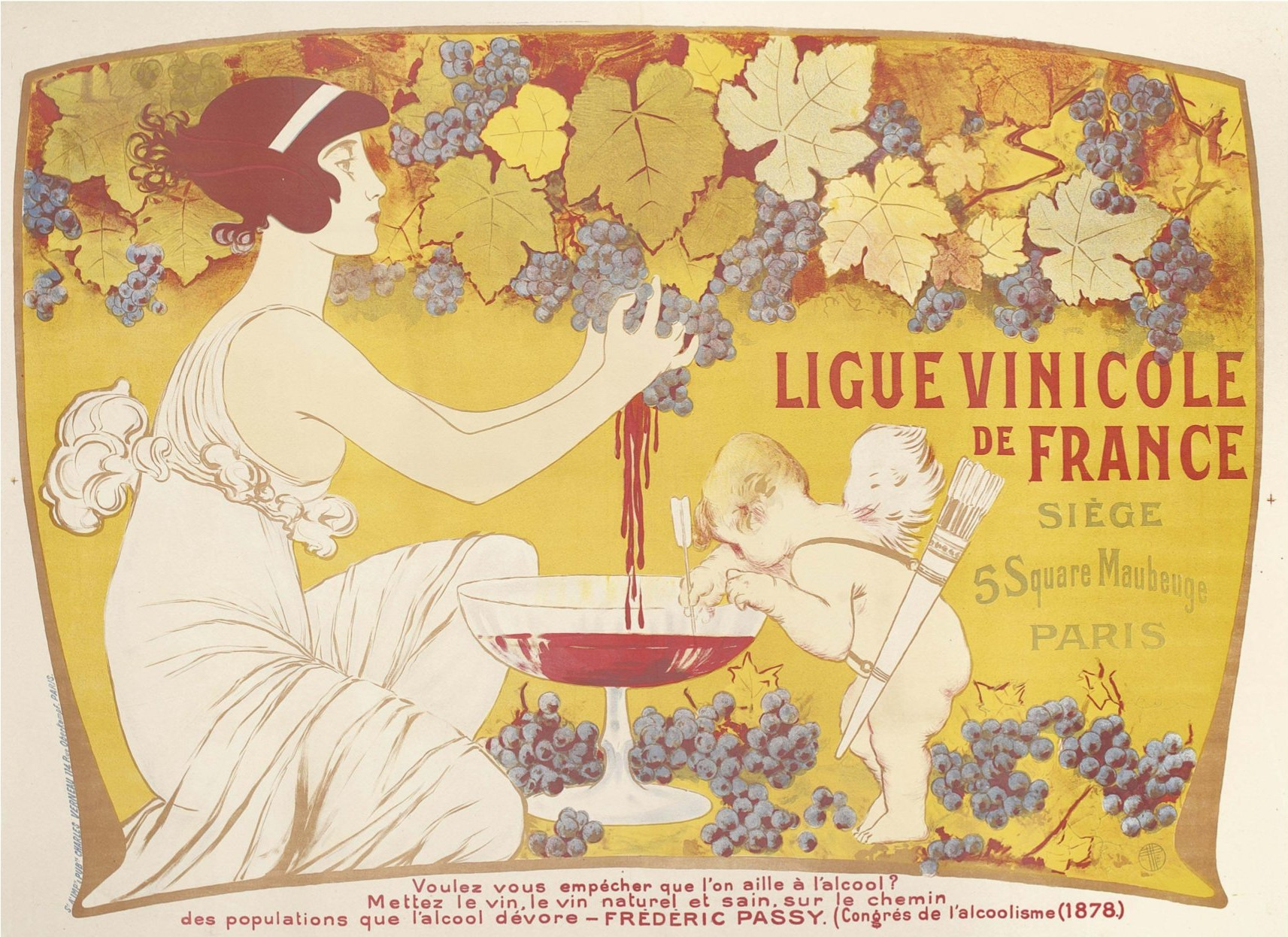
La Ligue viticole de France, 1901, affiche.
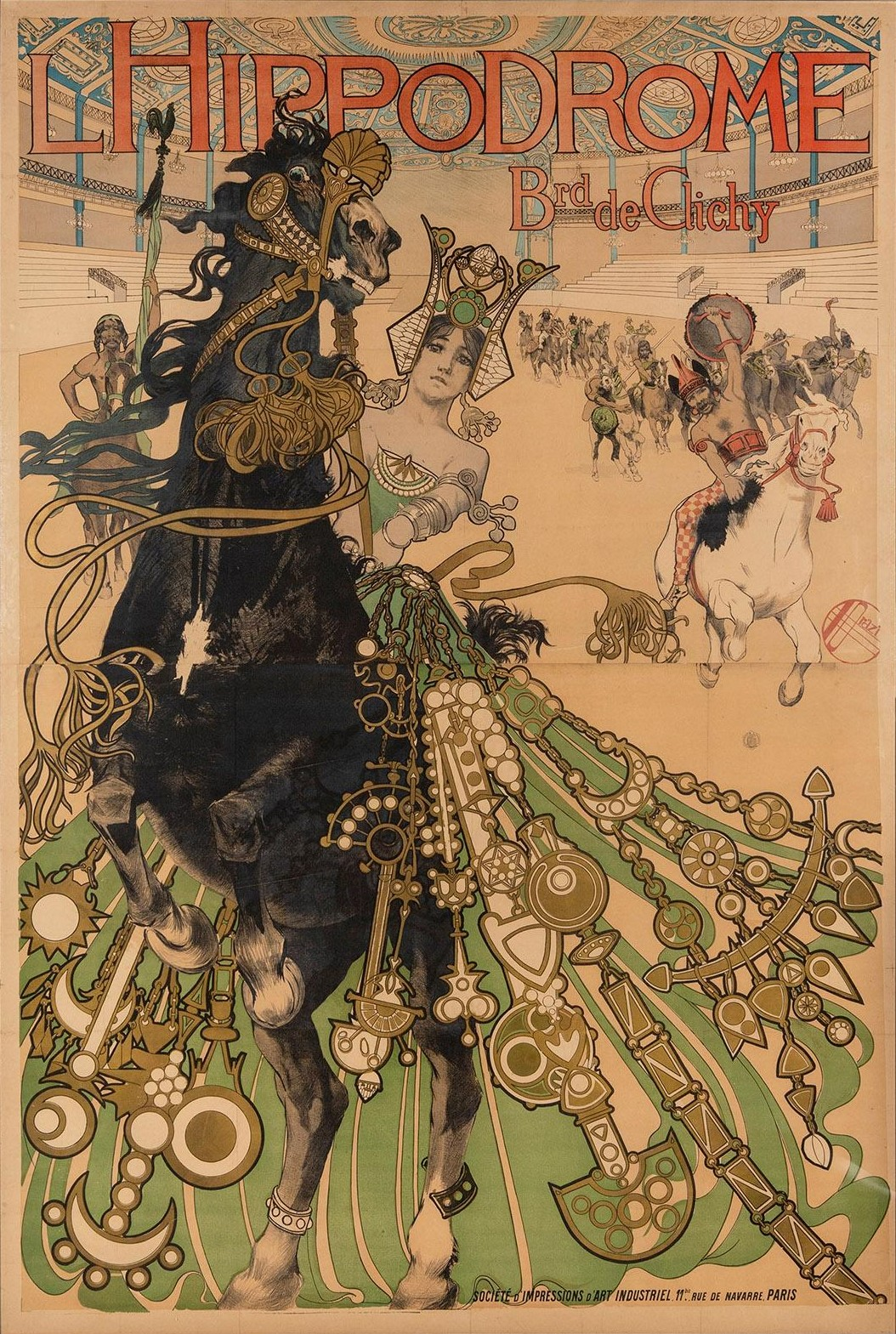
L'Hippodrome, boulevard de Clichy (Paris), 1905, affiche.
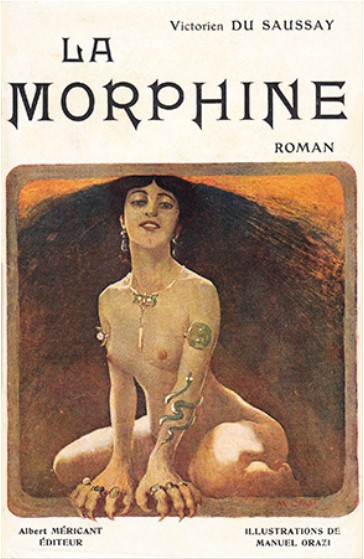
Couverture pour La Morphine de Victorien Du Saussay, 1906.
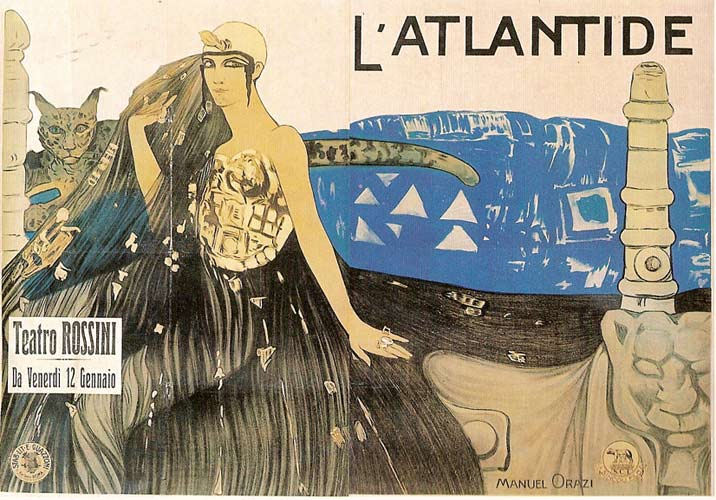
L'Atlantide, 1921, affiche.
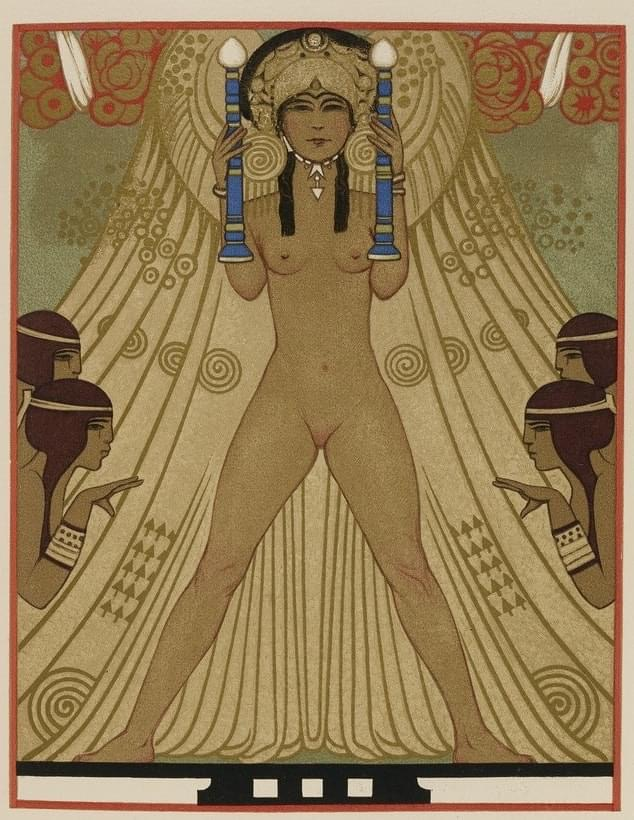
Illustration pour Salomé d'Oscar Wilde, 1930.